# Von der Groeben (Schiff)
Die Von der Groeben war ein noch im letzten Jahr des Ersten Weltkriegs von der Kaiserlichen Marine mit der Bezeichnung M 107 in Dienst gestelltes Minensuchboot, eines von 36 Booten des Typs Minensuchboot 1916, die noch im Zweiten Weltkrieg von der Kriegsmarine in verschiedenen Funktionen eingesetzt wurden.

## Bau und technische Daten
Das Boot wurde 1917 auf der Werft von Joh. C. Tecklenborg in Geestemünde an der Unterweser auf Kiel gelegt, lief dort am 3. Juli 1918 vom Stapel und wurde noch am 30. Juli 1918 in Dienst gestellt.
Bei einer Länge von 56,1 m in der Wasserlinie bzw. 59,3 m über alles, einer Breite von 7,30 m und einem maximalen Tiefgang von 2,15 m verdrängte das Boot 508 t (Konstruktion) und maximal 548 t. Zwei Marine-Kessel mit Kohlefeuerung und zwei stehende Verbunddampfmaschinen mit dreifacher Dampfdehnung und zusammen 1840 PS ermöglichten über zwei Wellen und Schrauben eine Höchstgeschwindigkeit von 16 Knoten. Mit dem Bunkervorrat von 115 t Kohle war bei einer Marschgeschwindigkeit von 14 Knoten ein Aktionsradius von 2000 Seemeilen gegeben. Die Bewaffnung bestand aus einem 10,5-cm-L/45-C/06-Schnellfeuergeschütz und einer 2,0-cm-L/65-C/38-Flugabwehrkanone. 1943 kam ein zweites 2-cm-Fla-Geschütz hinzu.

## Geschichte
Das Boot musste nach dem Ende des Ersten Weltkriegs nicht an die Siegermächte ausgeliefert werden und wurde in die Reichsmarine übernommen. Es wurde zu Minenräumarbeiten eingesetzt und dann 1920 in die Reserve versetzt.
Da die Kriegsmarine bei ihrem schnellen Aufrüsten ab 1935 einen erheblichen Mangel an Tendern und Begleitschiffen für ihre U-, S- und R-Boot-Flottillen hatte, wurde das alte Minensuchboot bei der Schichau-Werft in Königsberg zum Räumbootbegleitschiff umgebaut. Am 15. April 1939 wurde das Boot dann unter dem Namen Von der Groeben in Dienst gestellt und der im Frühjahr 1939 in der Ostsee mit den Booten R 33 bis R 40 aufgestellten 3. Räumbootsflottille zugeteilt.
Während des Überfalls auf Polen ab 1. September 1939 war das Boot mit der Flottille zum Minensuch- und -räumdienst in der Danziger Bucht eingesetzt, und am 4. September nahm es mit dem alten Linienschiff Schleswig-Holstein und dem Torpedoboot T 196 an einer erneuten Beschießung der Westerplatte bei Danzig teil.
Nach dem Ende des Überfalls auf Polen verlegte die 3. R-Flottille mit der Von der Groeben in der ersten Oktoberwoche zum Sicherungsdienst in die Nordsee. Am 1. April 1940 wurde die Von der Groeben der mit diesem Zeitpunkt in der Nordsee für den Minensuchdienst neu aufgestellten 4. R-Flottille als Begleitschiff zugeteilt. Beim kurz darauf erfolgten Unternehmen Weserübung, der Besetzung von Dänemark und Norwegen, gehörte die Von der Groeben zur Kriegsschiffsgruppe 11 unter Korvettenkapitän Walter Berger, dem Chef der 4. Minensuchflottille, die am frühen Morgen des 9. April 1940 Thyborøn am westlichen Ende des Limfjords in Mitteljütland besetzte.
Mit der 4. R-Flottille wurde die Von der Groeben im Juni 1940 nach der Besetzung der Niederlande und Belgiens in die belgischen Gewässer und den Ärmelkanal verlegt, um dort Geleitschutz zu fahren. Dabei wurde sie am 18. August 1940 nördlich von Dünkirchen durch eine Mine beschädigt und bei Boulogne auf Strand gesetzt, aber wieder instand gesetzt. Am 1. Oktober erhielt das Boot die Bezeichnung M 507.
Als am 1. Mai 1942 die 12. Räumbootsflottille in Brügge aufgestellt wurde, wechselte M 507 als Begleitschiff zu dieser. Sie blieb auch weiterhin an der Kanalküste stationiert, als die 12. R-Flottille im Frühjahr 1943 über französische Flüsse und Kanäle nach Marseille verlegte und dann in der Adria und der Ägäis eingesetzt wurde.
In der Nacht vom 26. auf den 27. September 1943 geleitete das Boot, gemeinsam mit der Jungingen, den Minensuchbooten M 82 und M 84 und dem Vorpostenboot V 1507 (15. Vorpostenflottille), den 3019-BRT-Frachter Madali von Le Havre nach Dünkirchen. Britische und niederländische Motortorpedoboote (MTB) und Motorkanonenboote (SGB) griffen den Geleitzug im Ärmelkanal bei Berck an und versenkten den Frachter, die Jungingen und das mit weiteren Booten der 15. Vorpostenflottille sichernde V 1501 Wiking 7. M 507 Von der Groeben sah sich erneut in einem kurzen Seegefecht im Ärmelkanal am 20. Mai 1944, als das Boot gemeinsam mit der 4. M-Flottille und einigen Kriegsfischkuttern (KFK) einen Geleitzug gegen einen Angriff britischer Küstenschutzkräfte verteidigte, ohne dass dabei Schäden entstanden.

## Versenkung
In der Nacht vom 15. zum 16. Juni 1944, während der alliierten Invasion von Nordfrankreich, flogen 297 Lancaster, Halifax und Mosquitos der RAF einen schweren Luftangriff auf den Hafen von Boulogne-sur-Mer. Dabei wurden die drei R-Boot-Begleitschiffe Von der Groeben, Brommy und Von der Lippe, sechs Minenräumboote, drei Minensucher, zwei Vorpostenboote der 15. Vorpostenflottille, zwei Artilleriefährprähme, drei Schlepper und fünf Hafenschutzboote versenkt und drei weitere Minenräumboote schwer beschädigt.